# フラン・ベルトラン
フラン・ベルトラン（Fran Beltrán）こと、フランシスコ・ホセ・ベルトラン・ペイナード（Francisco José Beltrán Peinado,  1999年2月3日 - ）は、スペイン・マドリード州マドリード出身のプロサッカー選手。プリメーラ・ディビシオンのセルタ・デ・ビーゴに所属している。ポジションはMF。

## 来歴
2013年にヘタフェCFのカンテラからラージョ・バジェカーノに入団。2015-16シーズンにBチームに昇格し、テルセーラ・ディビシオンで16歳でプロデビュー。翌2016-17シーズンにトップチームに昇格。2016年8月20日のエルチェCF戦でトップチームデビュー。10月29日のCDテネリフェ戦で、プロ初ゴールを記録した。
2017-18シーズンは40試合にフル出場し、セグンダ・ディビシオン優勝を達成。ラーヨの2013-14シーズン以来のプリメーラ・ディビシオン復帰を貢献した。
2018年8月1日、セルタ・デ・ビーゴと5年契約を締結した。

## 代表経歴
2016年からユース世代のスペイン代表に選出され、2017年にはU-18代表の一員として日本代表とも対戦。同年の注目若手選手にも選出されている。
2021年6月8日、リトアニア代表との親善試合にてスペインA代表デビューを果たした。